# Wilhelm van Bekkum
Wilhelm van Bekkum SVD (* 13. März 1910 in Achterveld, Niederlande; † 11. Februar 1998 in Flores, Indonesien) war ein niederländischer römisch-katholischer Geistlicher, Missionar und Bischof von Ruteng in Niederländisch-Ostindien, dem späteren Indonesien.

## Leben
Wilhelm van Bekkum besucht in Uden die Schule der Steyler Missionare. Er trat der Ordensgemeinschaft der Steyler Missionare bei und empfing am 18. August 1935 das Sakrament der Priesterweihe durch den Bischof von Breda Pieter Hopmans. 1936 erreichte er Flores, eine der Kleinen Sundainseln. Seine erste Station war 1937 Ruteng, wo er als Wandermissionar, später als Schulverwalter arbeitete.
Am 8. März 1951 ernannte ihn Papst Pius XII. zum Titularbischof von Tigias und bestellte ihn zum ersten Apostolischen Vikar von Ruteng. Der emeritierte Apostolische Vikar der Kleinen Sundainseln, Heinrich Leven SVD, spendete ihm am 13. Mai desselben Jahres die Bischofsweihe; Mitkonsekratoren waren der Apostolische Vikar von Larantuka, Gabriel Wilhelmus Manek SVD, und der Apostolische Vikar von Endeh, Antonius Hubert Thijssen SVD. Am 3. Januar 1961 wurde Wilhelm van Bekkum im Zuge der Erhebung des Apostolischen Vikariates Ruteng zum Bistum von Papst Johannes XXIII. zum ersten Bischof von Ruteng ernannt.
Wilhelm van Bekkum trat am 10. März 1972 als Bischof von Ruteng zurück. Nachdem er einige Jahre in Europa studiert hatte, kehrte er 1978 nach Flores zurück und verbrachte die letzten zwanzig Jahre seines Lebens als Seelsorger in seiner ersten Gemeinde, Pongkor-Ponggéok.